# BBC
BBC (British Broadcasting Corporation) je najveća korporacija za emitiranje radijskog i televizijskog programa u svijetu. 
Ima 28,500 zaposlenika samo u Ujedinjenom Kraljevstvu s godišnjim budžetom od 4 milijardi funti/8 milijardi dolara.
BBC je prva javna, nacionalna televizija. Osnovana je 18. listopada pod nazivom British Broadcasting Company. 1927. godine je, po primitku kraljevskog odobrenja ("Royal Charter"), preimenovana u British Broadcasting Corporation i time postala javna televizija koju financiraju građani.
BBC proizvodi i emitira program diljem svijeta na televiziji, radiju i internetu. Glavna misija BBC-a je: "Informirati, obrazovati i zabaviti gledatelje".

## Proizvodi
- Od Lark Risea do Candleforda (televizijska serija)

## Vanjske poveznice
- (engl.) Službene stranice
- (hrv.) BBC Hrvatska
- (engl.) BBC News World Edition - Izbornik ponuđenih vijesti iz svijeta